# Yiqun Lisa Yin
Yiqun Lisa Yin är en kinesisk-amerikansk matematiker och kryptograf. Hon leder krypteringen av säkerhetsprogrammet Symbiont och är känd för att ha knäckt den kryptografiska hashfunktionen för NSA:s SHA-1. Yin har också utvecklat blockchiffret till den symmetrisk krypteringsalgoritmen RC6 och varit med och utvecklat IEEE:s projekt för asymmetrisk kryptering IEEE P1363. 

## Biografi
Yin studerade vid Pekinguniversitetet mellan 1985 och 1989 och erhöll en kandidatexamen i matematik. Hon fortsatte sina studier vid Massachusetts Institute of Technology där hon blev filosofie doktor i tillämpad matematik 1994. Yins avhandling, Teaching, Learning, and Exploration, gällde maskininlärning inom AI och algoritmer online. Hon hade den amerikanske datavetaren Michael Sipser som handledare.

Yin arbetade som forskare vid det amerikanska företaget RSA Security mellan 1994 och 1999 och som säkerhetsansvarig ("directory of security technologies") vid det japanska multinationella telekommunikationsföretaget NTT mellan 1999 och 2002. Där var hon anställda vid Palo Alto Laboratory for Multimedia Communications. 2002 började hon som fristående konsult, men arbetade också vid Princeton University och Tsinghuauniversitetet.
Yin arbetade sedan med Institute of Electrical and Electronics Engineers projekt IEEE P1363 för asymmetrisk kryptering. Tillsammans med Ron Rivest, Matt Robshaw och Ray Sidney utvecklade hon blockchiffret för RC6, som blev en av fem finalister vid tävlingen Advanced Encryption Standard competition (1997-2000) som utlystes av National Institute of Standards and Technology (NIST).
Tillsammans med Wang Xiaoyun och Hongbo Yu knäckte hon sedan den kryptografiska hashfunktionen för NSA:s SHA-1. Deras arbete ledde till att SHA-1 togs ur bruk.